# ماریسا کولتر
ماریسا کولتر یکی از شخصیت‌های اصلی سه گانه نیروی اهریمنی‌اش می‌باشد.

## شخصیت
او زنی دروغ‌گو است که دخترش لایرا را در زمانی که نوزاد بوده تنها گذاشته ولی سال‌ها بعد متوجه می‌شود لایرا در خطر است و چندبار سعی می‌کند او را به دست بیاورد یا به گفته خودش او را نجات دهد. او در آخر برای نجات جان لایرا به همراه لرد عزریل کشته می‌شود.